# Nordafrikanische Dornschwanzagame
Die nordafrikanische Dornschwanzagame (Uromastyx acanthinura) gehört innerhalb der Familie der Agamen (Agamidae) zur Gattung Uromastyx.

## Beschreibung
Die Nordafrikanische Dornschwanzagame erreicht eine Kopf-Rumpf-Länge von rund 45 cm, sein Schwanz etwa 28–30 cm. Sein Körper ist nach unten hin abgeflacht, was seinem Sonnenbaden zugutekommt. Der Kopf ist dunkelgrau bis schwarz, sein restlicher Körper weist eine graubraune bis rötliche Färbung auf, die stellenweise grünliche bis gelbliche Farbstiche aufweist. Im Vergleich zum Körper ist der Kopf recht klein und erinnert an den Kopf einer Schildkröte.
Seine mit langen Krallen ausgestatteten kräftigen Beine sind bestens darauf spezialisiert, unterirdische Bauten zu graben, in denen er sich als tagaktives Tier nachts verkriecht. Sein Schwanz ist recht dick und mit gekielten, spitz zulaufenden Schuppen versehen. Er dient ihm insbesondere zur Verteidigung gegenüber Fressfeinden. Männchen werden deutlich größer und haben stärker ausgebildete Schenkelporen. Die Nordafrikanische Dornschwanzagame kann seine Hautfarbe ändern, um seine Körpertemperatur zu regulieren. In den Morgenstunden ist seine Hautfarbe relativ dunkel und ermöglicht es ihm viel Sonne aufzutanken.

## Verbreitung

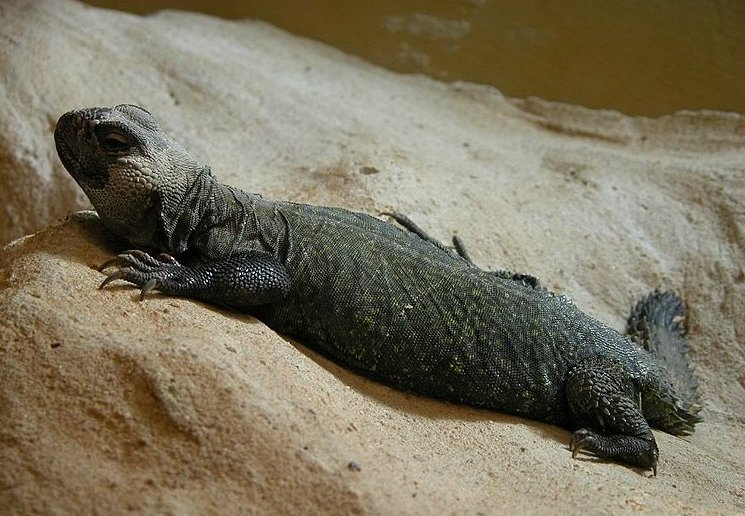
Nordafrikanische Dornschwanzagame

Die Nordafrikanische Dornschwanzagame ist im nördlichen Afrika zu Hause. Die Länder Demokratische Arabische Republik Sahara, Algerien, Marokko, Tunesien und Libyen gehören zum Hauptverbreitungsgebiet. Er bewohnt Trockengebiete, Halbwüsten und Savannen. Durch seinen sehr niedrigen Wasserbedarf ist er gut an diesen Lebensraum angepasst.

## Nahrung
Sie ist ein reiner Pflanzenfresser. Nur Jungtiere nehmen zusätzlich tierische Nahrung wie Insekten zu sich. 

## Fortpflanzung
Je nach Verbreitungsgebiet liegt die Paarungszeit zwischen März und April. Das Werbeverhalten der Männchen erinnert an Liegestütze. Ist ein paarungswilliges Weibchen gefunden, so verbeißt sich das Männchen in den Hals des Weibchens und schiebt seine Kloake in die Körperöffnung des Weibchens. Nach einer temperaturabhängigen Brutzeit von 80 bis 120 Tagen schlüpfen aus den 15–20 Eiern rund 8 cm lange Jungtiere. Je nach Geschlecht sind sie nach drei bis fünf Jahren geschlechtsreif und erreichen ein Alter von gut 20 Jahren.